# Acrolepiopsis betulella
Acrolepiopsis betulella is een vlinder uit de familie van de koolmotten (Plutellidae). De wetenschappelijke naam is voor het eerst geldig gepubliceerd in 1838 door Curtis.
De soort komt voor in Europa.